# 2015년 로스앤젤레스 영화 비평가 협회상
제41회 로스앤젤레스 영화 비평가 협회상은 2015년 12월 6일에 열린 시상식이다.

## 수상 및 후보

### 작품상
- 스포트라이트 - 토마스 맥카시 수상

### 감독상
- 매드맥스: 분노의 도로 - 조지 밀러 수상

### 남우주연상
- 스티브 잡스 - 마이클 패스벤더 수상

### 여우주연상
- 45년 후 - 샬롯 램플링 수상

### 남우조연상
- 99 홈스 - 마이클 섀넌 수상

### 여우조연상
- 엑스 마키나 - 알리시아 비칸데르 수상

### 각본상
- 스포트라이트 - 조쉬 싱어 외 1명 수상

### 촬영상
- 매드맥스: 분노의 도로 - 존 세일 수상

### 미술상
- 매드맥스: 분노의 도로 - 콜린 깁슨 수상

### 편집상
- 빅쇼트 - 행크 코윈 수상

### 음악상
- 아노말리사 - 카터 버웰 수상

### 외국어영화상
- 사울의 아들 - 라즐로 네메스 수상

### 다큐멘터리상
- 에이미 - 아시프 카파디아 수상

### 애니메이션상
- 아노말리사 - 듀크 존슨 외 1명 수상

### 공로상
- 앤 V. 코츠 수상

### 특별공헌상
- 데이빗 셰퍼드 수상